# Hau Ma’ohi Ti’ama
 (mars 2018).
Si vous disposez d'ouvrages ou d'articles de référence ou si vous connaissez des sites web de qualité traitant du thème abordé ici, merci de compléter l'article en donnant les références utiles à sa vérifiabilité et en les liant à la section « Notes et références ».
Hau Ma’ohi Ti’ama (Tau hotu rau jusqu'en 2022) est un parti politique de Polynésie française, fondé en 2016. Né d'une scission du Tavini huiraatira d'Oscar Temaru, il est dirigé par Tauhiti Nena.

## Positionnement
Hau Ma’ohi Ti’ama se veut une troisième voie entre les autonomistes et les indépendantistes du Tavini.
Il soutient Emmanuel Macron pour l'élection présidentielle de 2017 et présente trois candidats aux législatives suivantes sans obtenir l'investiture d'En marche.
Lors de l'élection présidentielle de 2022, le parti appelle à voter pour Éric Zemmour au premier tour et Marine Le Pen au second.